# Max fiancé
Max fiancé è un cortometraggio del 1911 diretto da Lucien Nonguet.

## Trama
Max è un incallito frequentatore di feste, tornando a casa molto spesso a tarda notte, la pazienza dei suoi genitori è finita e così viene cacciato fuori di casa. Max per due giorni, sconsolato e affamato si aggira per le strade con il cappotto e il cappello a cilindro. Ad un certo punto, il fortunato Max trova casualmente un biglietto di invito ad un ricevimento a casa del Conte e la contessa Ziccarini. Max va al ricevimento pensando che ci sia qualcosa da mangiare, conosce la figlia del Conte, la signorina Ziccarini e si innamorano. Max deve trovare un impiego per mantenere le apparenze ed ottiene un lavoro come cameriere in un caffè. Tutto procede per il meglio, lavoro ed amore, finché un giorno il Conte e la signorina si fermano in questo stesso caffè. Max pensa di essere scoperto e disonorato, ma alla fine tutto si risolve.

## Conosciuto anche come
- Francia (titolo alternativo): Max a trouvé une fiancée